# Rotaria exoculis
Rotaria exoculis är en hjuldjursart som beskrevs av De Koning 1947. Rotaria exoculis ingår i släktet Rotaria och familjen Philodinidae. Arten är reproducerande i Sverige. Inga underarter finns listade i Catalogue of Life.